# Golfo de Salerno
O golfo de Salerno (italiano: Golfo di Salerno )? é uma larga enseada do mar Tirreno na costa setentrional da província de Salerno, Itália. Está fechado, ao norte, pela costa Amalfitana, que termina em ponta Campanella; ao este, pela planície do Sele; e, ao sul, pela costa Cilentana até ponta Licosa.
A distância que separa ponta Campanella de ponta Licosa é de 61 km, (33 milhas náuticas). A superfície do mar que há dentro da linha imaginária que une ambos cabos e a costa é de 2 450 km2.
Ao norte, a costa Amalfitana, é alta e rochosa devido às pendentes dos montes Lattari, que caem a pico sobre o mar. Ao este, o litoral da planície do Sele (ou planície de Paestum ), em mudança, é baixo e arenoso e em parte está coberta de pinheiros. Por último, ao sul o breve segmento da costa cilentana sobre o golfo volta a ser alto e rochoso.
No golfo desembocam os rios Sele-Tanagro (138 km), Irno (11 km), Picentino e Tusciano (37 km).
Têm em frente ao golfo os seguintes municípios:

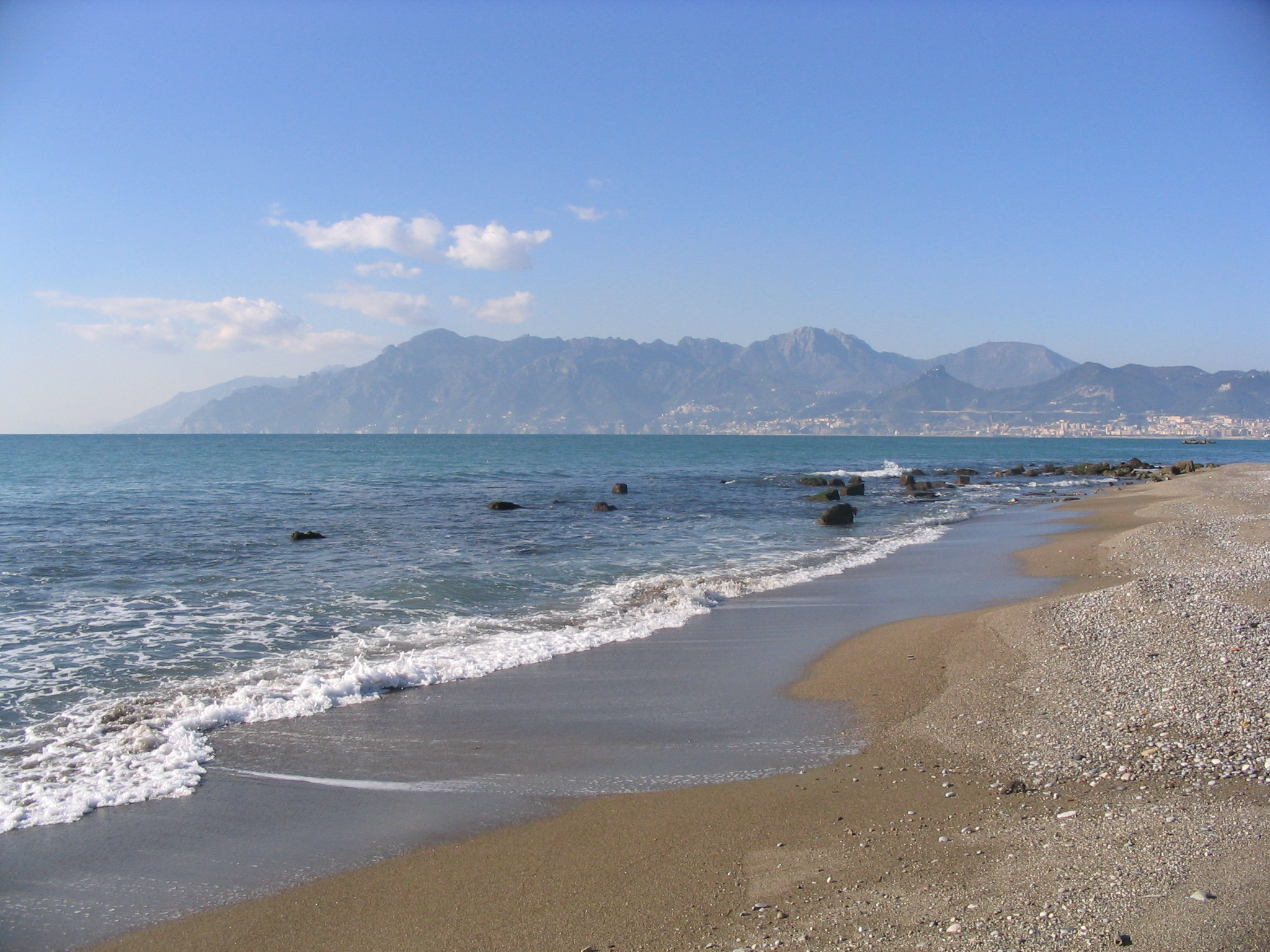
O golfo de Salerno visto desde a planície do Sele, ao fundo os montes Lattari.

- Costa amalfitana
  - Positano
  - Praiano
  - Conca dei Marini
  - Amalfi
  - Minori
  - Maiori
  - Cetara
  - Vietri sul Mare
- Salerno
- Planície do Sele
  - Pontecagnano Faiano
  - Battipaglia
  - Eboli
  - Capaccio-Paestum
- Costa cilentana
  - Agropoli
  - Castellabate